# Mohsen Rabbani
Mohammed Mohsen Rabbani (persisch محمدمحسن ربانی; * 18. April 1983 in Ghom) ist ein iranischer Leichtathlet, der sich auf den Stabhochsprung spezialisiert hat.

## Sportliche Laufbahn
Erste internationale Erfahrungen sammelte Mohsen Rabbani im Jahr 2002, als er bei den Juniorenasienmeisterschaften in Bangkok mit übersprungenen 4,60 m den sechsten Platz belegte. 2004 gewann er bei den erstmals ausgetragenen Hallenasienmeisterschaften in Teheran mit 5,00 m die Bronzemedaille hinter dem Chinesen Zhang Hongwei und seinem Landsmann Eshagh Ghaffari. Im Jahr darauf gewann er bei den Islamic Solidarity Games in Mekka mit 5,10 m die Bronzemedaille hinter dem Marokkaner Mohamed Karbib und Ali Makki al-Sabagha aus Kuwait. Anschließend belegte er bei den Asienmeisterschaften in Incheon mit 5,00 m den siebten Platz und gewann dann bei den Hallenasienspielen in Bangkok mit 5,00 m die Bronzemedaille hinter dem Kasachen Artjom Pilipenko und Chen Zhong aus China. Auch bei den Zentralasienspielen in Doha im Dezember gewann er mit einer Höhe von 4,80 m die Bronzemedaille, diesmal hinter dem Katari Abdulla Ghanim Saeed und seinem Landsmann Eshagh Ghaffari. 2006 nahm er erstmals an den Asienspielen in Doha teil und wurde dort mit 5,30 m Vierter.
2007 siegte er bei den Asienmeisterschaften in Amman mit übersprungenen 5,35 m und belegte anschließend bei der Sommer-Universiade in Bangkok mit 5,25 m den achten Platz. Ende Oktober startete er bei den Hallenasienspielen in Macau, brachte dort aber keinen gültigen Versuch zustande. Im Jahr darauf belegte er bei den Hallenasienmeisterschaften in Doha mit 4,90 m den vierten Platz und 2009 belegte er bei den Asienmeisterschaften in Guangzhou mit 5,15 m den sechsten Platz, ehe er bei den Hallenasienspielen in Hanoi mit 5,10 m Vierter wurde. 2010 siegte er bei den Hallenasienmeisterschaften in Teheran mit einer Höhe von 5,20 m und anschließend nahm er erneut an den Asienspielen in Guangzhou teil und belegte dort mit 5,20 m den vierten Platz.
2011 klassierte er sich bei den Asienmeisterschaften in Kōbe mit 4,90 m auf dem achten Platz und schied anschließend bei der Sommer-Universiade in Shenzhen mit 5,00 m in der Qualifikation aus. Im Jahr darauf verbesserte er in Maschhad den iranischen Hallenrekord auf 5,30 m und belegte kurz darauf bei den Hallenasienmeisterschaften in Hangzhou mit 5,00 m den vierten Platz. 2013 scheiterte er bei den Asienmeisterschaften in Pune an der Einstiegshöhe, gewann anschließend aber bei den Islamic Solidarity Games in Palembang mit einer Höhe von 5,00 m die Silbermedaille hinter dem Marokkaner Mouhcine Cheaouri.
In den Jahren 2007 und 2018 wurde Rabbani iranischer Meister im Stabhochsprung.

## Persönliche Bestleistungen
- Stabhochsprung: 5,36 m, 6. August 2009 in Teheran
  - Stabhochsprung (Halle): 5,30 m, 3. Februar 2012 in Maschhad (iranischer Rekord)